# Ferrocarril en España

Red de ferrocarriles en España en enero de 2023

La red ferroviaria española es el conjunto de líneas de ferrocarril de España, con ancho ibérico, ancho internacional y ancho métrico. La red ferroviaria activa está compuesta principalmente por las líneas de la llamada Red Ferroviaria de Interés General (RFIG) y por las líneas cuya titularidad ha sido traspasada a las comunidades autónomas.

## Historia

### Primeros años

Líneas construidas en España hasta 2021, incluidas las que ya no prestan servicio. Líneas desmanteladas en rojo, líneas convertidas en vías verdes en verde

Desde finales de 1829 se suceden en España una serie de peticiones al gobierno, a través del Ministerio de Fomento y su ministro Francisco de Luxán, para la construcción de ferrocarriles. La primera línea férrea concedida en España fue el 23 de septiembre de 1829, aunque no llegó a construirse entonces; fue promovida por José Díez Imbrechts para exportar los vinos de Jerez a través de un ferrocarril de 7000 varas de longitud, entre la ciudad de Jerez de la Frontera y un muelle en el río Guadalete. Fracasó al no obtener el concurso de inversores necesario (400 acciones). Imbrechts traspasó el proyecto a uno de sus socios, un empresario español afincado en Londres, Marcelino Calero y Portocarrero, que lo reformuló en la línea llamada de la Reina María Cristina de Borbón, cuyo tendido había de ir desde Jerez al Puerto de Santa María y desde esta ciudad a Rota y Sanlúcar de Barrameda. El proyecto fue aprobado por Real Orden de 28 de marzo de 1830. Existe un cuaderno impreso en la Imprenta Española de don M. Calero, en Londres, aquel año 1830, donde se contiene la reglamentación y plano.
Sí se llegó a realizar, en cambio, la que es la primera línea de ferrocarril en la península ibérica: la mina de carbón de Arnao, en Asturias, que data de 1836. Esta conectaba la mina con el puerto de Avilés y servía tanto para mercancías como para el transporte de personal. Más tarde llegaría la segunda línea de la península, el 28 de octubre de 1848, Barcelona-Mataró, como concesionario José Mª Roca, que es abierta al público el 1 de noviembre de 1848. En 1849 se solicita la concesión a la Línea de Madrid a Aranjuez, con 49 km. En 1846 se termina la Línea de Langreo a Gijón siendo la tercera línea ferroviaria de España. A partir de entonces, el cada vez mayor número de solicitudes obligó al gobierno a realizar un proyecto de Ley de Ferrocarriles. 
No obstante, la primera línea ferroviaria española propiamente dicha se construyó en ultramar, en Cuba: el ferrocarril de La Habana a Güines, cuyo primer tramo hasta Bejucal se inauguró el 19 de noviembre de 1837, financiado con capital público y tecnología estadounidense y estrechamente vinculado a las explotaciones azucareras del occidente de la isla.

### Ley de Ferrocarriles Españoles

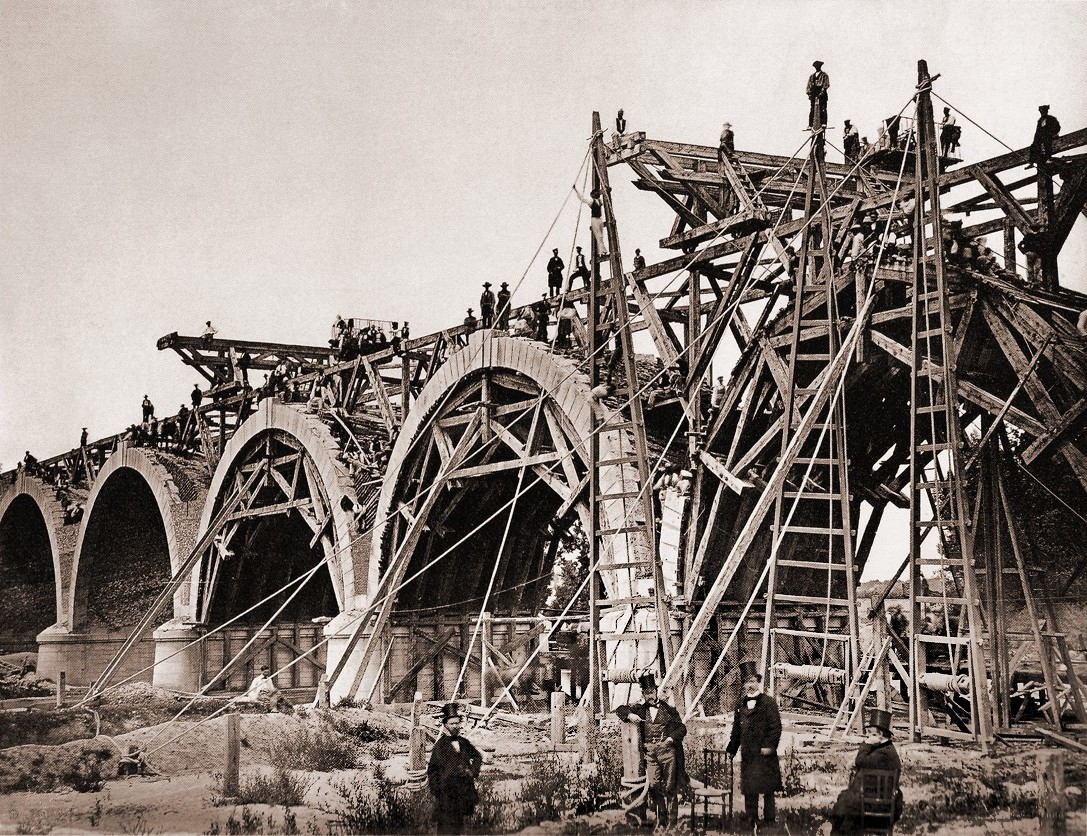
Construcción del Puente (ferroviario) de los Franceses en Madrid, Charles Clifford, 1859. A raíz de la aprobación de la Ley de Ferrocarriles de 1855, el "gobierno largo" de O'Donnell dio un gran impulso a la construcción de la red ferroviaria española

El 18 de agosto de 1854 el consejo de Ministros decretó la creación de un comité de expertos para estudiar una Ley de Ferrocarriles.

Esta primera ley, aprobada con fecha 3 de junio de 1855, reinando Isabel II, fue llamada Ley General de Caminos de Hierro. Consta de IX capítulos con 49 artículos en los que se regulan aspectos y normas tan importantes como:
Resumen del texto original

Capítulo I.  De la clasificación de ferrocarriles.
Art. 1.- Los ferrocarriles se dividirán en servicio general y particular.
Art. 2.- Serán líneas de primer orden las que parten de Madrid a la costa o fronteras.
Art. 3.- Serán servicio público las líneas de servicio general.
Capítulo II. De la concesión ó autorización para construir los ferro-carriles.
Art. 6.- Los particulares ó compañías no podrán construir línea alguna, si no han obtenido la concesión de ella.
Art. 7.- Esta concesión se otorgarará siempre por una ley.
Art.14.- Las concesiones de las líneas de servicio general se otorgarán por 99 años cuando más.
Capítulo III. De las formalidades con que debe pedirse la autorización ó concesión.
Capítulo IV. De los privilegios y exenciones generales que se otorgan á las empresas concesionarias
Capítulo V. De la caducidad de las concesiones
Art. 23.- También caducará la concesión si se interrumpiere total ó parcialmente el servicio público de la línea por culpa de la empresa
Capítulo VI. De las condiciones de arte á que deben ajustarse todas las construcciones de ferrocarril.
Art. 30.- Los ferro-carriles se construirán con arreglo á las condiciones siguientes:
1ª. El ensanche de la vía ó distancia entre los bordes interiores de las barras carriles será de un metro 67 centímetros (6 pies castellanos).
2ª. El ancho de la entrevía será de un metro 80 centímetros (6 pies y 6 pulgadas castellanas).
Capítulo VII. De la explotación de los ferro-carriles.
Capítulo VIII. De los estudios de las líneas de ferro-carriles.
Capítulo IX. De las compañías por acciones para la construcción y explotación de los ferro-carriles.

El ferrocarril fue la gran oportunidad perdida por la siderurgia española. La importancia de que hubiera hierros libres de aranceles establecida por la Ley de 1855 hizo que las empresas se abastecieran en el extranjero. Aunque probablemente la siderurgia española de entonces no estaba en condiciones de haber podido atender este reto. [cita requerida]

### Electrificación
La primera línea que se electrificó fue el tramo de Gérgal a Santa Fe, en la línea Linares-Almería, en 1911, a 1,5 kVcc y desde entonces se han ido electrificando más líneas, con la idea de, en un futuro no muy lejano todas tengan este tipo de tracción.

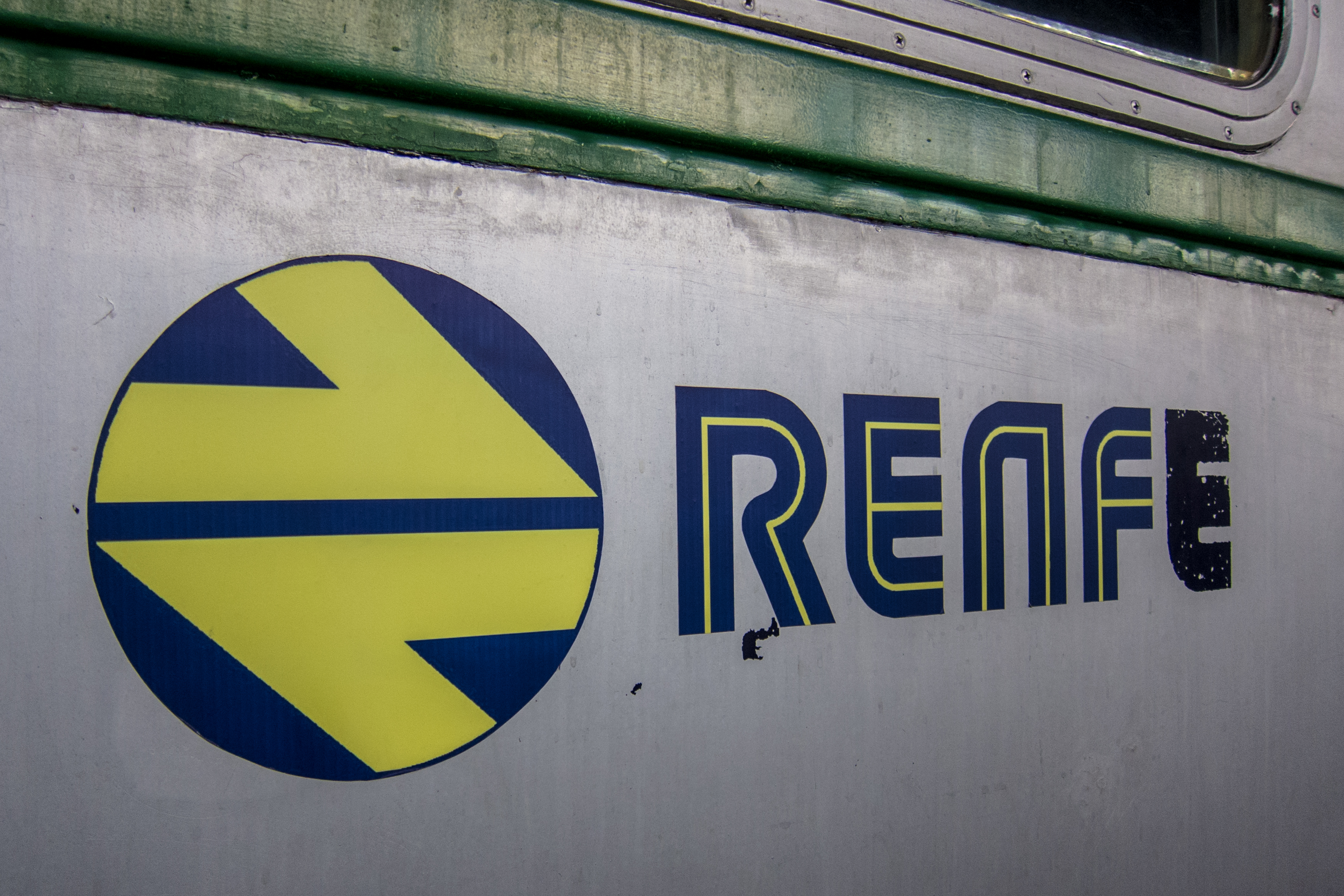
Antiguo logo de RENFE, diseño de Juan Toribio, conocido como "la galleta".

### Nacionalización
Poco tiempo después de finalizada la guerra civil, en enero de 1941 fue aprobada la Ley de Bases de Ordenación Ferroviaria y de los Transportes por Carretera por la que se produjo la nacionalización de todas las compañías de ferrocarril que tenían anchos de vía de 1,668 metros, los que son conocidos como ferrocarriles de vía ancha, que eran agrupados en una empresa estatal: Nacía la Red Nacional de los Ferrocarriles Españoles (RENFE). Bajo su gestión quedaron 12.401 km de vía, muchos de ellos dañados por la reciente guerra. La excepción lo constituyó el Ferrocarril Eléctrico del Guadarrama, de vía estrecha y que pasó a integrarse en RENFE tras su rescate por el Estado. Así, las primeras acciones de la nueva compañía se enfocan a la unificación de señales y reglamentos de las antiguas compañías ferroviarias, aparte de la recuperación de la red dañada o destruida. Por su parte, Explotación de Ferrocarriles por el Estado (EFE) vio limitado su ámbito de actuación a las líneas de vía estrecha. Los ferrocarriles de ancho métrico todavía mantuvieron sus privatizaciones, aunque con la llegada de la década de los 60 numerosas compañías de ferrocarriles entraron en quiebra y desaparecieron, debiendo ser administradas sus líneas por EFE. Por ejemplo, ya el 1 de agosto de 1951 los Ferrocarriles de Mallorca fueron intervenidos por el estado y en 1959 quedaron bajo gestión completa de EFE. Hasta comienzos de la década de 1970 un torrente de nuevas líneas siguió afluyendo a gestión estatal, lo que obligó que EFE fuera reestructurada y a que se creara Ferrocarriles Españoles de Vía Estrecha (FEVE) en 1965. Para esas fechas, la práctica totalidad de la vía estrecha había sido nacionalizada.
Bajo las líneas marcadas anteriormente por el Banco Mundial, en 1964 se aprueba el Plan Decenal de Modernización (1964-1973), que tiene el utópico objetivo de que el ferrocarril sea rentable económicamente. Con la entrada de capitales extranjeros se posibilitaba la importación de petróleo y una progresiva sustitución de la tracción vapor, aunque esta todavía continuaría prestando servicio en numerosas líneas secundarias. La modernización del parque móvil y la mejora de la red ferroviaria llevaron a la entrada en servicio de los Talgo III o la importación en 1967 de las locomotoras Serie 279, que en Europa constituyeron las primeras locomotoras eléctricas japonesas en ser importadas. En ese mismo año en Madrid se inauguraron la nueva Estación de Chamartín y el Túnel de la risa que conecta esta estación con la de Atocha, finalizando dos proyectos que habían sido iniciados tres décadas antes. Con la inauguración de Chamartín, esta absorbió buena parte del tráfico ferroviario de la capital, lo que llevó a que se redujera considerablemente la importancia de la Estación del Norte y al cierre de la Estación de Delicias el 1 de julio de 1969. Coincidiendo con la inauguración de Chamartín, en Barcelona comienzan las obras para la construcción de la Estación de Sants, con la intención de que esta centralice el tráfico de la ciudad condal.

### Crisis y cerrojazo
A consecuencia de la crisis del petróleo de 1973, la economía española empieza a frenarse y a entrar en una profunda crisis. Esto ocurre coincidiendo con los últimos años de la Dictadura franquista, cuya estructura política cada vez se muestra más debilitada. A pesar de la crisis, RENFE continúa con sus programas de reformas: a mediados de década se empieza a experimentar con la alta velocidad, 190 km/h, con el objetivo de implantarla en la línea Madrid-Barcelona. El año 1975 marcaría un antes y un después en la historia del ferrocarril en España, ya que durante este año se produjo el fin oficial de la tracción vapor. El 23 de junio fue puesta fuera de servicio una de las últimas locomotoras de vapor de RENFE, una «Mikado» matrícula 141-F-2348, en la estación de clasificación de Vicálvaro (Madrid).
El 20 de noviembre de 1975 se producía el fallecimiento de Francisco Franco y con ello dio comienzo el inicio del fin del franquismo. Para RENFE significará el comienzo de una nueva época, en la búsqueda por ofrecer unos servicios eficientes y modernos al público. Antes de finalizar la década de 1970, con vistas a aumentar la seguridad en 1978 se implanta el sistema de seguridad ASFA, una reproducción en cabina de las señales que impide de forma automática que se rebase una señal en rojo. Otra de las consecuencias de la crisis del combustible (que sufrió un repunte en 1979 con la segunda crisis del petróleo) fue el dar un nuevo impulso a la electrificación de las principales líneas ferroviarias: Ya en 1973 se había electrificado el ferrocarril Valencia-Tarragona, al que en 1976 siguieron los trazados Sevilla-Córdoba, Miranda de Ebro-Zaragoza o Espeluy-Jaén. Tres años después fueron electrificadas las líneas Córdoba-Málaga, Alcázar de San Juan-Chinchilla, Chinchilla-Játiva, y el tramo Guadalajara-Torralba. En 1981 se completó la electrificación de toda la Línea Madrid-Barcelona, donde además se estaba acometiendo la instalación de la doble vía.
A pesar de la consecución de grandes obras ferroviarias, como el "Directo Madrid-Burgos" o la colosal estación de Madrid-Chamartín, el ferrocarril español, en consonancia con la tendencia mundial, atravesaba una grave crisis que con los cambios políticos que se iban produciendo, provocó los primeros intentos de racionalización de una red infrautilizada e ineficiente. En 1979 se inauguró la Estación de Barcelona Sants, que concentró el principal tráfico ferroviario de la ciudad condal tras el cierre en 1972 de la antigua estación del Norte. Sin embargo, los déficit ferroviarios cada vez suponían un mayor problema tanto para RENFE como para el estado.
En 1979 se firmó el primer Contrato Programa un acuerdo por el que el Estado aportaba los recursos económicos necesarios para la explotación y las inversiones mientras que RENFE se comprometía a mejorar la calidad de sus servicios y a elaborar un plan que permitiese su recuperación. Este contrato evolucionaría en los actuales OSP.
En la década de 1980 se planteó la cuestión de la rentabilidad económica de la red. Basándose en el hecho de que el 68% del tráfico ferroviario se realizaba en 5.000 de los 13.500 km de vía de la red, se elaboró un plan, dentro del contrato programa acordado con el gobierno, para ir cerrando aquellas líneas que no fueran rentables económicamente, olvidando en gran medida la rentabilidad social del ferrocarril. Concretamente, se consideró el cierre de aquellas líneas cuyos ingresos cubriesen menos del 23 % de los costes, con excepciones como aquellas salvadas por perspectivas internacionales o rescates autonómicos. En enero de 1985, siendo ministro de Fomento Enrique Barón, se clausuraron 914 km de ferrocarril que afectaban a 12 líneas y 132 estaciones, mientras que otros 933 km se mantuvieron para el servicio exclusivo de mercancías. Algunas de las líneas afectadas fueron la Santander-Mediterráneo, Valladolid-Ariza, Plasencia-Astorga, Almendricos-Guadix, La Fuente de San Esteban-Barca de Alba, Jaén-Campo Real, Valencia-Liria, Calatayud-Valencia, etc. Por su parte, las Comunidades autónomas salieron al rescate de otros 600 km para evitar su cierre. En algunos casos los informes relativos a las pérdidas de esas líneas contenían datos manipulados o falsos, como añadir trabajadores de electrificación en líneas que no disponían de esta, y así justificar su clausura.
Con el nuevo sistema político la empresa FEVE, que a comienzos de la década de 1980 todavía seguía arrastrando una grave crisis, cedió a algunas regiones la propiedad de varias de sus líneas. La primera fue Cataluña, donde en 1979 se constituyó el ente Ferrocarriles de la Generalidad de Cataluña (FGC). En el País Vasco se creó Euskotren en 1982, seguido de Ferrocarriles de la Generalidad Valenciana (FGV) en 1986 y de los Servicios Ferroviarios de Mallorca (SFM) en 1994, organismos que recibieron la gestión de los ferrocarriles de vía estrecha, tranvías o suburbanos a medida que algunas comunidades autónomas fueron recibiendo las competencias en esta materia. Por su parte, durante aquella década FEVE emprendió una profunda renovación de material e infraestructuras, enfocando sus servicios en el ámbito de cercanías y trenes locales. A partir de 1983 comenzó a operar un tren turístico, el llamado Transcantábrico, que acabaría convirtiéndose en un servicio estrella.

### La irrupción del AVE
En abril de 1992 se inaugura la primera línea de alta velocidad en España, la línea Madrid-Sevilla. Esta infraestructura está integrada en las obras para favorecer el desarrollo del sur español y de la Exposición Universal de Sevilla de 1992. El nombre de esta nueva infraestructura, que se construye con ancho de vía europeo internacional, es de AVE, Alta Velocidad Española. El AVE llega a alcanzar los 300 km/h. Desde entonces, se han inaugurado proyectos como la LAV Madrid-Barcelona en 2008, conocida como la "joya de la corona", o el AVE a Levante y Galicia, que hacen uso de cambios de ancho que unen dos de las tres Españas, separadas por el ancho.

### Liberalización de la red
En los últimos dos siglos, el transporte ferroviario europeo evolucionó dentro de las fronteras nacionales: cada Estado creó su propio sistema ferroviario, sobre la base de consideraciones locales, y las industrias nacionales, junto con las empresas ferroviarias, adoptaron sus propias normas técnicas y operativas. Todo ello dio lugar a una fragmentación estructural del sistema ferroviario europeo, que sigue siendo, hoy en día, uno de los mayores obstáculos a la creación de un espacio ferroviario europeo único. Esa fragmentación provoca problemas graves en materia de eficiencia, flexibilidad y fiabilidad, especialmente para el transporte de mercancías, y costes operativos elevados, lo que impide al ferrocarril ser un competidor creíble frente a los demás modos de transporte y desanima la inversión privada por parte de las nuevas empresas en el mercado ferroviario.
Con la separación de RENFE en Renfe Operadora y ADIF en 2005 se dio el pistoletazo de salida a la liberalización, seguida más tarde por la integración de FEVE y las segregaciones de los operadores autonómicos. El proceso de liberalización ocurrió por partes:
- 2005: transporte de mercancías
- 2006: transporte internacional de viajeros
- 2013: viajes turísticos
- 2021: transporte de alta velocidad
  - 2021: primer paquete, sur y este.
  - 2030 (estimado)[nota 1]: segundo paquete, norte y oeste
- 2023[nota 2]: transporte de cercanías y media distancia OSP

## Compañías ferroviarias

Red de ferrocarriles en España durante el

Una vez establecido el marco legal comienzan a crearse en España una serie de compañías de explotación ferroviaria. Las más importantes fueron:
- Compañía de los Caminos de Hierro del Norte de España (1858 - 1941)
- Compañía del Ferrocarril de Tudela a Bilbao (1863 - 1878)
- Compañía de los Ferrocarriles de Madrid a Zaragoza y Alicante (1856 - 1941)
- Compañía de los Ferrocarriles de Mallorca (1876 - 1994)
- Compañía de los Ferrocarriles Andaluces (1877 - 1936)
- Compañía de los Ferrocarriles de Madrid a Cáceres y Portugal (1880 - 1927)
- Compañía del Ferrocarril Hullero de La Robla a Valmaseda S.A. (1890 - 1905)
- Ferrocarriles de La Robla S.A. (1905 - 1972)
- Compañía de Tranvías y Ferrocarriles de Valencia
- Compañía Nacional de los Ferrocarriles del Oeste de España (1928 - 1941)
- Compañía de los Caminos de Hierro del Sur de España (1889 - 1929)
- Compañía de los Caminos de Hierro de Granada (1917 - 1941)
- The Great Southern of Spain Railway Company Limited (1885 - 1941)
- Compañía del Ferrocarril Santander-Mediterráneo (1927-1941)
- Gestor de Infraestructuras Ferroviarias (GIF) (1996 - 2005)
- Red Nacional de Ferrocarriles Españoles (RENFE) (1941 - 2004) (segregada en Adif y Renfe Operadora)

En el contexto de la liberalización ferroviaria, la UE reguló que, a diferencia de lo ocurrido hasta entonces, las redes principales de los estados miembros (en este caso, la RFIG) deberían estar administradas por una empresa separada del operador ferroviario. En consecuencia, RENFE y FEVE se segregaron en dos, mientras que los operadores autonómicos (que proliferaron tras el desarrollo del estatuto de autonomía), en su mayoría, escindieron el administrador y dejaron a la empresa existente únicamente como operadora. En otros países, las empresas no se han segregado, pero han creado una división separada para las infraestructuras (SNCF Réseau). Esto sería un paso previo a la liberalización, en la que el administrador ferroviario mantiene el monopolio y el carácter público, pero el operador se ve obligado a competir.
- Administrador de Infraestructuras Ferroviarias (ADIF) (2005 -)
- Renfe Operadora (2005 - )
- Explotación de Ferrocarriles por el Estado (1926 - 1965)
- Ferrocarriles de Vía Estrecha (FEVE) (1965-2012) (integrada en Adif y Renfe Operadora)
- Ferrocarriles de la Generalidad de Cataluña (FGC) (1979 - )
- Eusko Trenbideak/Ferrocarriles Vascos (1982 - ).
- ETS/Red Ferroviaria Vasca (2004 - ) (administrador de infraestructuras ferroviarias escindido de Euskotren)
- Ferrocarriles de la Generalidad Valenciana (FGV) (1986 - )
- Servicios Ferroviarios de Mallorca (SFM) (1994 - )

En visos del comienzo de la liberalización, con las mercancías en 2005, se empezaron a crear operadores privados o filiales públicos de estados vecinos:
- ALSA Rail (2001 - )
- Acciona Rail Services (2006 - )
- Continental Rail (2007 - )
- Ouigo España (filial de SNCF) (2021 - )
- ILSA (filial de Trenitalia) (2022- )

## Descripción de la red ferroviaria española

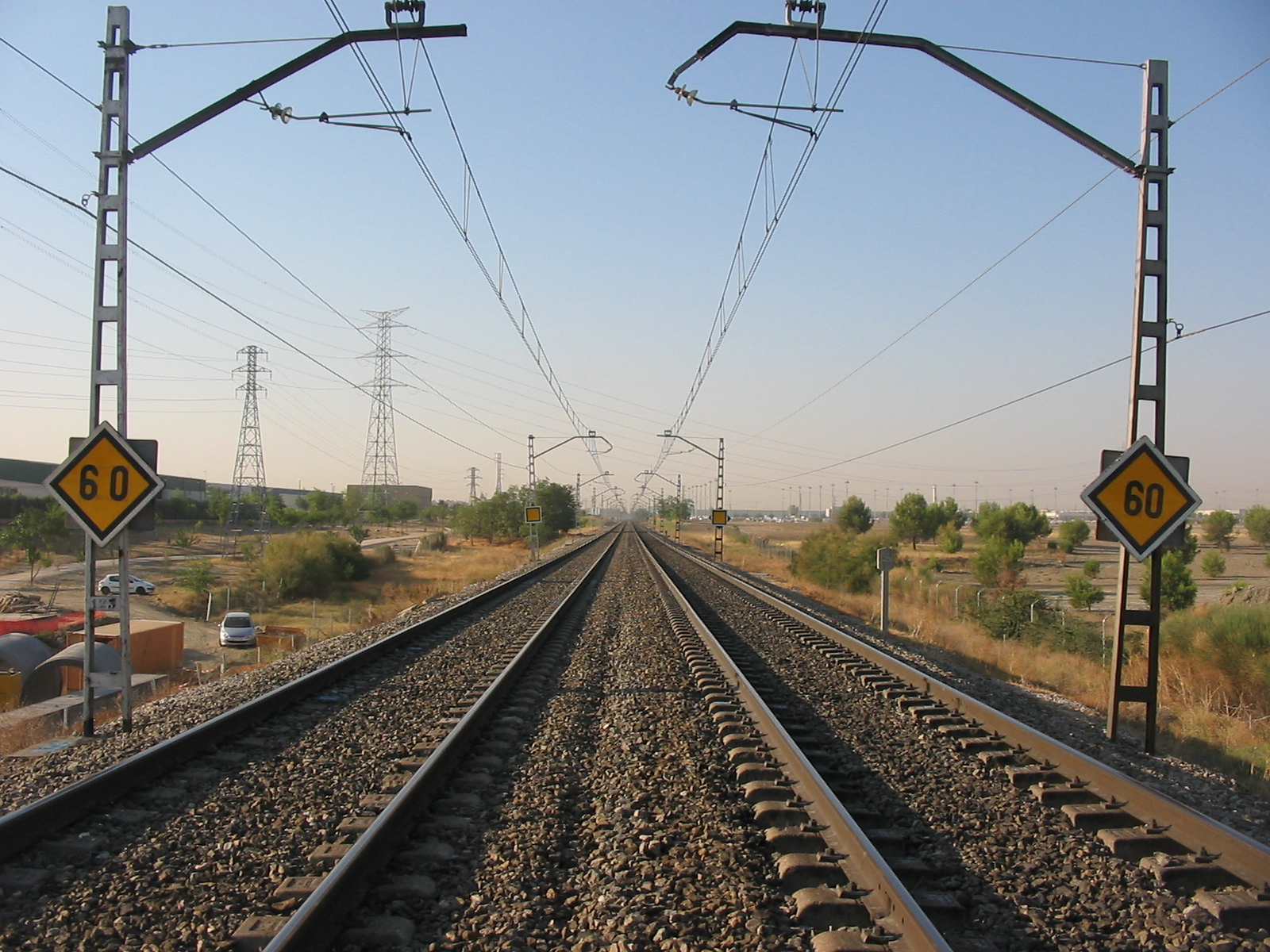
Vía doble electrificada

### Por el tipo de vía
Por el tipo de vía, en España se distinguen cuatro tipos:
- Vía única no electrificada.
- Vía única electrificada.
- Vía doble no electrificada.
- Vía doble electrificada.

### Por el tipo de control del tráfico
En España se distinguen los siguientes bloqueos:
- Bloqueo de señalización lateral BSL
- Bloqueo telefónico BT
- Bloqueo telefónico centralizado BTC
- Bloqueo eléctrico manual BEM (a extinguir)
- Bloqueo telefónico supletorio BTS (se utiliza cuando el falla el BA)

Bloqueos automáticos BA:
- Bloqueo automático en vía única BAU
- Bloqueo automático en vía doble BAD
- Bloqueo automático en vía única con control de tráfico centralizado BAU ctc
- Bloqueo automático en vía doble con control de tráfico centralizado BAD ctc
- Bloqueo automático banalizado BAB
- Bloqueo automático banalizado con control de tráfico centralizado BABctc

- Control de circulación por radio CCR
- Bloqueo de control automático BCA
- Bloqueo de liberación automática en vía única BLAU
- Bloqueo de liberación automática en vía doble BLAD
- Bloqueo de liberación automática en vía única con control de tráfico centralizado BLAU ctc
- Bloqueo de liberación automática en vía doble con control de tráfico centralizado BLAD ctc

### Por ancho de vía
En España se distinguen los siguientes anchos de vía:
- Ancho de vía ibérico (1668 mm) en las líneas ferroviarias tradicionales.
- Ancho de vía internacional (1435 mm) en las nuevas líneas de alta velocidad.
- Ancho de vía métrico (1000 mm) en las líneas de vía estrecha.
- Otros anchos minoritarios.

### Por sentido de la circulación
- Circulación por la derecha: la mayoría de la red
- Circulación por la izquierda: metros de Madrid y Bilbao, vías de ETS y Adif-RAM, así como algunos ferrocarriles de la Compañía del Norte como Madrid-Irún, Bilbao-Castejón y BPT y tramos de LAV de Cataluña cercanos a Francia.

## Ancho de las vías férreas
Con la Ley de Ferrocarriles se declaró normativo en España un ancho de vía superior al europeo, que aún se usa en nuestros días. Además, varias empresas de las cordilleras atlántica y mediterránea decidieron usar el ancho métrico debido a la orografía, dando así lugar a las vías de FEVE y añadiendo más complicaciones al problema del ancho. Estas decisiones han impedido hasta ahora la comunicación directa de la red con la de países vecinos, motivo por el cual cuando se proyectó el AVE se decidió usar el ancho de vía europeo. 
Hoy en día en España conviven un total de nueve anchos de vía diferentes, respondiendo esta diversidad a criterios históricos, geográficos e incluso turísticos. No obstante, se producen interacciones entre las diferentes redes, como así ocurre con la red de ancho ibérico y la de ancho internacional, las cuales están conectadas en numerosos puntos a través de cambiadores de ancho. Además, existen múltiples estaciones con vías de ancho métrico e ibérico, como Ferrol, Oviedo y los proyectos de Santander y Bilbao (esta última también con ancho internacional).
| Denominación                        | Ancho de vía (mm)      | Longitud      | Redes ferroviarias que la usan | Imagen |
| ----------------------------------- | ---------------------- | ------------- | --- | ------ |
| Ancho ibérico antiguo               | 1672 mm                | 20,2 km       | Línea 1 del Metro de Barcelona |        |
| Ancho ibérico o RENFE               | 1668 mm                | 11 149,37 km  | Líneas convencionales de Adif y temporalmente el Eje Atlántico de Alta Velocidad y la Línea de alta velocidad Madrid-Extremadura |        |
| Ancho mixto                         | 1668 mm/1435 mm        | 321,71 km     | Línea de pruebas Olmedo-Medina del Campo, línea Tardienta-Huesca, tramo Valencia-Castellón del Corredor Mediterráneo y algunos tramos entre Barcelona y la línea de alta velocidad Figueras-Perpiñán |        |
| Ancho madrileño                     | 1445 mm                | 293,91 km     | Es utilizado en el Metro de Madrid (excepto en el Metro Ligero de Madrid). A nivel mundial, tan solo es empleado en la Comunidad de Madrid y su origen tiene lugar en la extinta red tranviaria. Al parecer, hubo un error de 10 mm. al cambiar de unidades del sistema imperial británico, que ha perdurado hasta nuestros días. |        |
| Ancho internacional, estándar o UIC | 1435 mm                | 3 209,46 km   | En las líneas de alta velocidad (excepto temporalmente en el Eje Atlántico de Alta Velocidad y LAV Madrid-Extremadura), y en numerosas líneas metropolitanas, como las del Metro Ligero de Madrid, la Barcelona-Vallés Occidental de FGC, los tranvías de Vélez-Málaga, Murcia, Zaragoza y Azul (Barcelona), y los metros de Barcelona (todas las líneas menos la 1 y la 8), Sevilla, Málaga y Granada. También antiguamente algunas líneas administradas por FEVE y posteriormente reformadas a ancho métrico, como el Ferrocarril de Langreo. |        |
| Ancho escocés                       | 1220 mm                | 47 km         | Ferrocarril de Tharsis |        |
| Ancho del Cabo                      | 1067 mm                | 83,6 km       | Ferrocarril de Riotinto |        |
| Ancho métrico o Vía Estrecha        | 1000 mm                | 1 983,907 km  | En las líneas de Renfe Cercanías AM del norte, en FGC en la línea Llobregat-Noya y cremalleras de Montserrat y Nuria, FGV en Valencia y Alicante, en la línea de vía estrecha de Cartagena a Los Nietos, en la Región de Murcia, SFM en Mallorca, Euskotren y MB en el País Vasco y Línea C-9 en Comunidad de Madrid. |        |
| Ancho de Sóller                     | 914 mm (yarda inglesa) | 34,4 km       | - Ferrocarril de Sóller - Ferrocarril Port Aventura, Salou (Tarragona) |        |
| Ancho del Alto de Llobregat         | 600 mm                 | 3,5 km        | Ferrocarril turístico del Alto Llobregat, también conocido como «Tren del Cemento», que une La Pobla de Lillet con el Museo del Cemento Asland. |        |
| Total                               | 10 anchos (1 mixto)    | 17 147,057 km | |        |

Como resultado de la adopción por España del ancho mencionado, Portugal se vio abocado a adoptar también la vía ancha (bitola portuguesa) para poder comunicarse con su único vecino y desde allí con el resto de Europa, con un solo cambio de ancho de vía en la frontera francesa.
Además, los funiculares de España son en su mayoría de ancho métrico, con las notables excepciones de Larreineta y Montjuic (1,200 m) y el del Tibidabo (convertido de 1,000 m a 1,400 m en 2021).

### Estrategia de ancho de vía

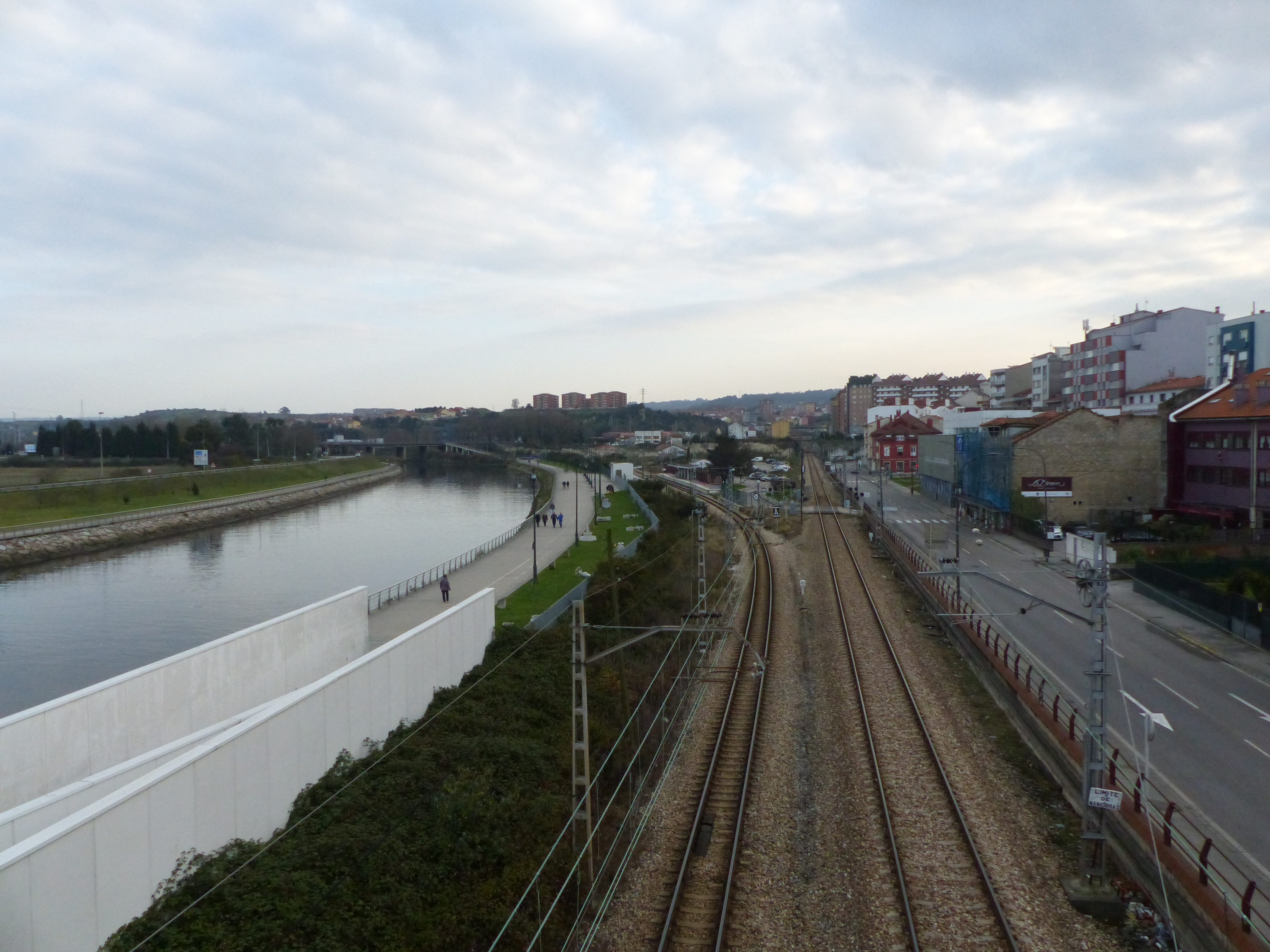
Trazado paralelo de dos líneas, una de ancho métrico y otra de ancho ibérico en Avilés. Estas vías transcurren juntas por todo el concejo durante 3 km

Los sucesivos gobiernos han anunciado en varias ocasiones sus intenciones de elaborar una estrategia de ancho para decidir sobre el cambio de ancho, el order, las exclusiones y las gestiones intermedias. La Unión Europea exige una hoja de ruta en este sentido para 2026, que el Gobierno confirmó en 2025 que estaba preparando. Tal estrategia, entre otras cosas, distinguiría entre los ferrocarriles con uso de cercanías (íntegramente de ancho ibérico, excepto en la cornisa cantábrica, en la que el métrico predomina, y el levante) y aquellos con uso de larga distancia y mercancías (de ancho ibérico e internacional). En ocasiones, estas diferencias resultan en líneas paralelas con anchos distintos, como las líneas convencional y AV de Madrid-Levante, Madrid-Zaragoza y Córdoba-Sevilla o las líneas convencional y métrica de San Sebastián-Irún y los accesos urbanos y portuarios de Bilbao y Ferrol, como se ve en el plano de la RFIG. El cambio de ancho que más se concretó fue el realizado por el ministro José Barrionuevo en 1988 y plasmado en el Plan de Transporte Ferroviario, en vísperas de la construcción de la primera línea de alta velocidad en España.
Los trazados con trenes regionales cadenciados y las estaciones principales, con uso tanto de cercanías como de larga distancia, presentan la mayor complicación. Además, existen ferrocarriles en España no gestionados por Adif, en su mayoría antiguos trazados de FEVE integrados hoy en redes de metro, de competencia autonómica. Portugal, además, es reacio a la conversión, prefiriendo una línea de alta velocidad a Galicia en ancho ibérico, complicando así la efectividad del cambio.

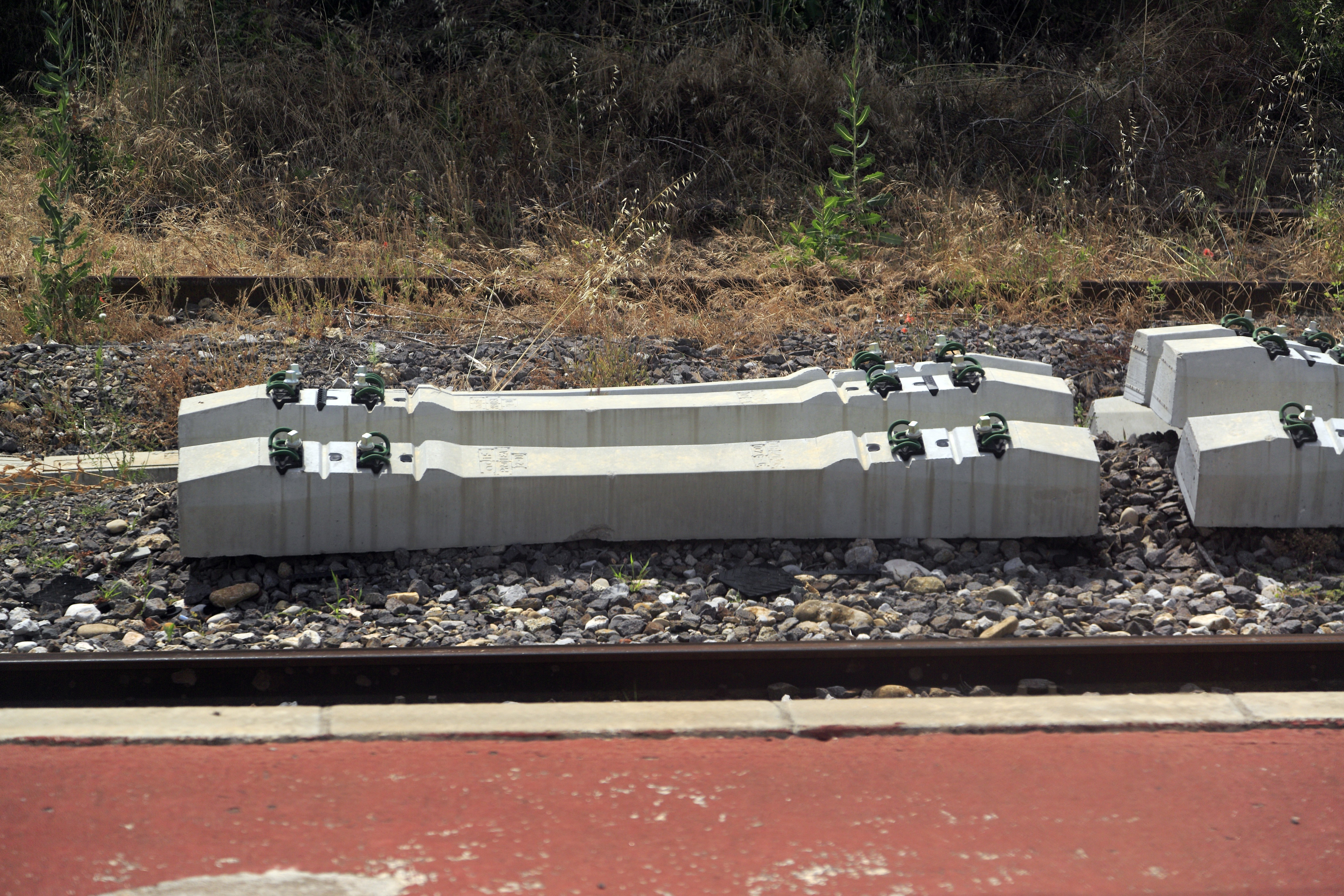
Traviesas polivalentes (ancho ibérico y ancho estándar) de hormigón pretensado. En 2025, más de la mitad de la red española usa ya este tipo de traviesas

En ese contexto, en cada renovación de líneas de ferrocarril se colocan traviesas polivalentes, que facilitan una futura conversión de ancho, ya que permitirían cambiar alrededor de 70 km al día. Además, los nuevos trenes de cercanías se construyen con bogies que podrían ser adaptados a ancho internacional, ya que esto es por lo general complicado en trenes EMU. En el Corredor Mediterráneo, existen tramos de ancho mixto (ibérico e internacional), que permiten conectarse a redes de ambos anchos. La legislación europea requiere que toda nueva vía de interés general sea construida en ancho internacional.
La conversión de las redes de ancho métrico está también en cuestión. Mientras que convertir una red de ancho ibérico a internacional es relativamente sencillo, ya que los radios permitidos en ibérico lo son también en internacional, no es así en el caso del métrico. En este sentido, la conversión de las vías de ancho métrico es, por lo general, más costosa, e, incluso, existe la posibilidad de que en ciertos tramos, por cuestiones de radio y de gálibo, el cambio requiera un nuevo trazado. La cornisa cantábrica, debido a que presenta la coexistencia de tres anchos de vía, es la zona en la que más problemas arreglaría el cambio de ancho y, por tanto, donde las comunidades afectadas más lo demandan. El plan de 1988 ignoraba completamente su presencia en la red.
El coste de una conversión total de todas las vías, incluyendo las cercanías, pero sin incluir aquellas que son propiedad autonómica, basado en operaciones anteriores, se acercaría a los 5 o 10 mil millones de euros, es decir, el coste de la línea de alta velocidad Madrid-Barcelona. Hay otras estimaciones, contando en que se podría compaginar con renovaciones de red con traviesas polivalentes, que reducen este monto a 440 millones de euros.